# Neilo Perrin-Ganier
Neilo Perrin-Ganier (19 de diciembre de 1996) es un deportista francés que compite en ciclismo de montaña en la disciplina de campo a través. Ganó una medalla de bronce en el Campeonato Mundial de Ciclismo de Montaña de 2017, en la prueba por relevos.

## Palmarés internacional
| Campeonato Mundial | Campeonato Mundial | Campeonato Mundial | Campeonato Mundial         |
| Año                | Lugar              | Medalla            | Competición                |
| ------------------ | ------------------ | ------------------ | -------------------------- |
| 2017               | Cairns (Australia) | Medalla de bronce  | Campo a través por relevos |